# Marie Robert
Pour les articles homonymes, voir Robert.
Marie Robert, née le 30 décembre 1985 à Boulogne-Billancourt dans les Hauts-de-Seine, est une professeure de lettres et de philosophie et autrice française de livres d'approche philosophique à travers des situations du quotidien.

## Biographie

### Formation
Après des études secondaires au lycée Rodin (Paris 13e), Marie Robert poursuit ses études à l’université Paris-Descartes. Elle obtient sa licence (mention philosophie et sociologie, parcours philosophie, dans le domaine Humanités) au titre de l’année 2006–2007 puis sa maîtrise (spécialité philosophie) au titre de l’année 2007-2008. Le diplôme de master lui est décerné au titre de l’année 2009–2010, spécialité logique, philosophie, histoire, sociologie des sciences. Son intérêt porte particulièrement sur la philosophie du langage et sur les conditions de la fiction[réf. nécessaire].
Marie Robert est doctorante en philosophie sous la direction de Mélika Ouelbani, pour ses travaux sur Tolstoï et Wittgenstein : Des Evangiles aux Tractatus, histoire d’une transmission littéraire et philosophique.

### Activités
Dès ses premières années d'études à l'Université, Marie Robert mène différentes activités orientées autour de la pédagogie et l'écriture [réf. nécessaire]. Des cours sous différentes formes lui permettent de s'intéresser à l’accompagnement des enfants et adolescents [réf. nécessaire]. 
Elle participe à la création et à l'animation d'une revue étudiante, la Revue étudiante de philosophie analytique (REPHA). Fondée en 2009 par Artus Logins et Marie Robert, elle avait pour objectif de favoriser la diffusion de la philosophie analytique francophone en produisant un espace d’études mêlant des articles écrits par des étudiants et par des philosophes confirmés. Tout en respectant les standards académiques, REPHA publiait des articles traitant de problématiques, thèses, discussions, propos débattus dans la philosophie (analytique) contemporaine. Huit numéros seront publiés. La diffusion prit fin en 2014.   
Sa formation l'amène à dispenser des cours, tant dans le cadre des travaux dirigés qu'en cours magistraux [réf. nécessaire] à l'Institut de psychologie de l'Université de Paris (Hepsy / Magie et religions) durant plus de 4 ans [réf. nécessaire]. 
À la rentrée scolaire 2015, Marie Robert devient directrice pédagogique adjointe au Lycée International Montessori à Bailly (Yvelines) en parallèle de l'enseignement qu'elle dispense en français et philosophie pour les classes de la 4e à la terminale, ainsi que les ateliers philosophie pour les primaires,. 
La formation à la pédagogie Montessori fera qu'elle ouvrira à l'automne 2016, une école Montessori à Marseille et depuis la rentrée 2019, une école Montessori à Paris à destination des 3-6 ans et des 6-12 ans, au sein du groupe des écoles Montessori Esclaibes. 
En 2020, elle lance son podcast Philosophy is sexy dans lequel elle consacre chaque épisode à une réflexion sur une thématique philosophique. Elle poursuit actuellement ses activités éditoriales en parallèle de son enseignement multi-niveaux ainsi que des chroniques régulières et ponctuelles sur France Inter et RTL [réf. nécessaire].

### Anecdotes
Son frère Guillaume Robert est directeur littéraire chez Flammarion et son éditeur.

## Publications

### Livres
- Kant tu sais plus quoi faire il reste la philo, Paris, Éditions Flammarion - Versilio, 2018[7],[8],[9],[10].
- Descartes pour les jours de doute et autres philosophes inspirants, Paris, Editions Flammarion - Versilio, 2019[11]
- Le voyage de Pénélope, Paris, Editions Flammarion - Versilio, 2021[12]
- Une année de philosophie, Paris, Editions Flammarion - Versilio, 2022

### Articles
- La Philo pour les stars (et pour nous), ELLE, 6 avril 2018, propos recueillis par Patrick Williams[13].
- L’amplitude, le nouveau champ des possibles ?, Madame Figaro, 23 mars 2018[14].